# Leucania transversata
Leucania transversata är en fjärilsart som beskrevs av Max Wilhelm Karl Draudt 1950. Leucania transversata ingår i släktet Leucania och familjen nattflyn. Inga underarter finns listade i Catalogue of Life.